# Bruce Grenville
Bruce Grenville (født i 1950 i New Zealand), er en anarkist, filmekspert og producent af kunstneriske frimærker.
Under urolighederne i 1970'erne på Timor grundlagde New Zealænderen og anarkisten Bruce Grenville den fiktive stat Occussi-Ambeno i området ved Oecusse, idet han udråbte sig som sultan af denne "stat", som blandt andet producerede frimærker, der er blevet et samleobjekt på verdensplan. Grenville havde arbejde på et kontor, hvor der var adgang til professionelt typografisk udstyr, og han skabte herfra et samfund, der byggede på libertære ideer Selv efter at være afsløret, fortsatte han sin "statsbygning", bl.a. med en serie nye frimærker fra 1983. Ud over Occussi-Ambeno har han senere skabt fiktive stater med produktion af frimærker. Disse "stater" har i flere tilfælde navne, der imiterer rigtige stater, for eksempel Sedang (ikke at forveksle med det historiske kongedømme Sedang), Folkerepublikken Kempland, den fri republik Vinland, republikken Port Maria og mange flere er skabt af Grenville. Som modstykke til FN har han opfundet ICIS, (Den internationale sammenslutning af uafhængige stater). 
I januar 1999 blev han internationalt omtalt for at opdage den originale optagelse af et afsnit af en forsvundet episode fra 1965 af BBC-serien Doctor Who, som blev fundet ved et garagesalg i New Zealand.